# Vocance
Vocance (okzitanisch: Vaucança) ist eine französische Gemeinde mit 615 Einwohnern (Stand: 1. Januar 2022)  in der Region Auvergne-Rhône-Alpes. Sie liegt im Département Ardèche und gehört zum Arrondissement Tournon-sur-Rhône sowie zum Kanton Annonay-2.

## Geographie
Vocance liegt etwa 66 Kilometer südsüdwestlich von Lyon. Der Fluss Cance durchquert die Gemeinde. Umgeben wird Vocance von den Nachbargemeinden Vanosc im Norden, Villevocance im Nordosten, Roiffieux im Nordosten und Osten, Saint-Alban-d’Ay im Osten und Südosten, Satillieu im Südosten und Süden, Saint-Symphorien-de-Mahun im Süden, Saint-Julien-Vocance im Südwesten sowie Monestier im Westen.

## Bevölkerungsentwicklung
| Jahr                       | 1962 | 1968 | 1975 | 1982 | 1990 | 1999 | 2006 | 2013 |
| Einwohner                  | 843  | 823  | 814  | 699  | 661  | 619  | 618  | 576  |
| Quellen: Cassini und INSEE |      |      |      |      |      |      |      |      |

## Sehenswürdigkeiten
- Kirche Sainte-Croix aus dem Jahr 1910
- Schloss Vocance

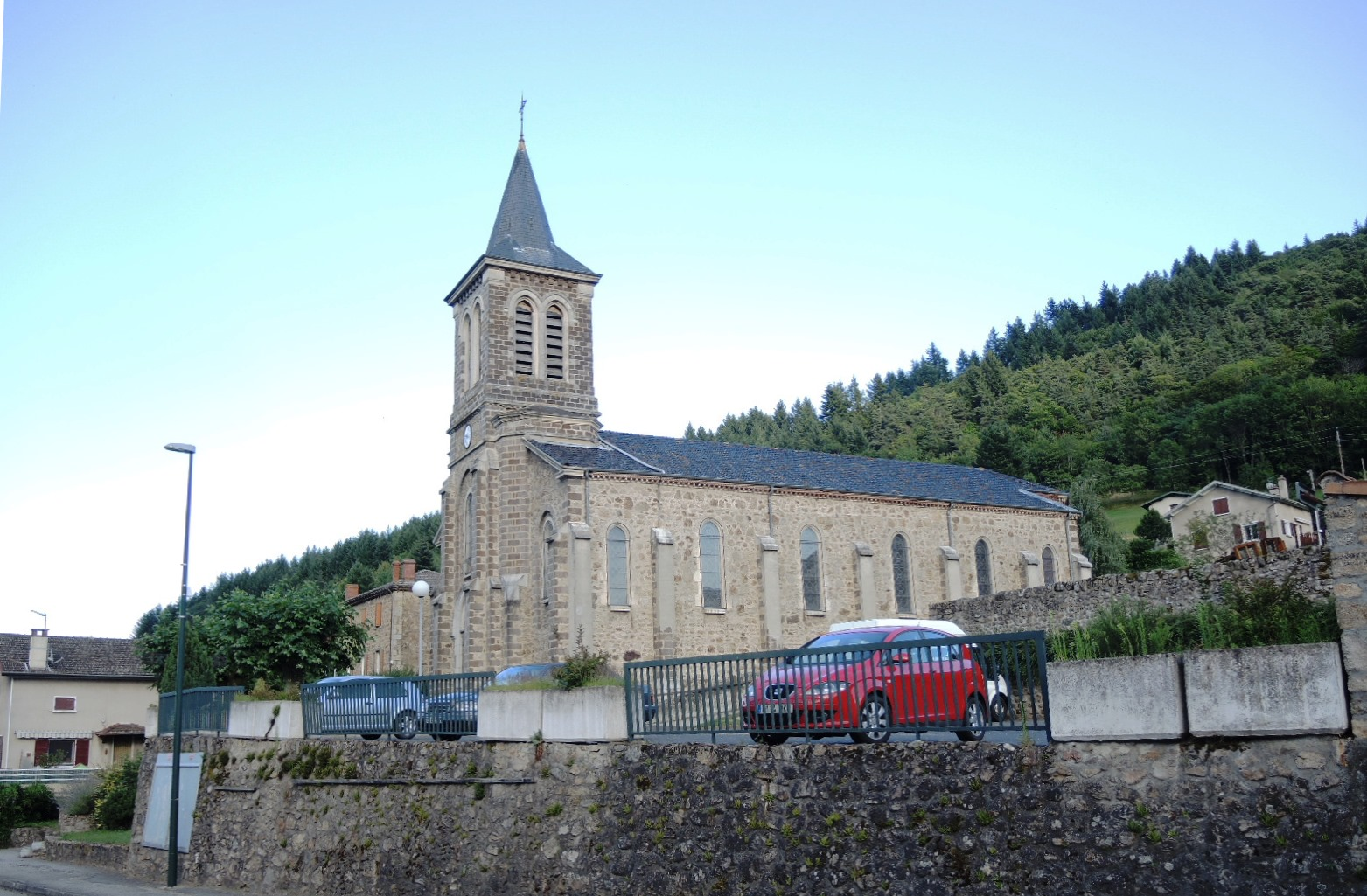
Kirche Sainte-Croix
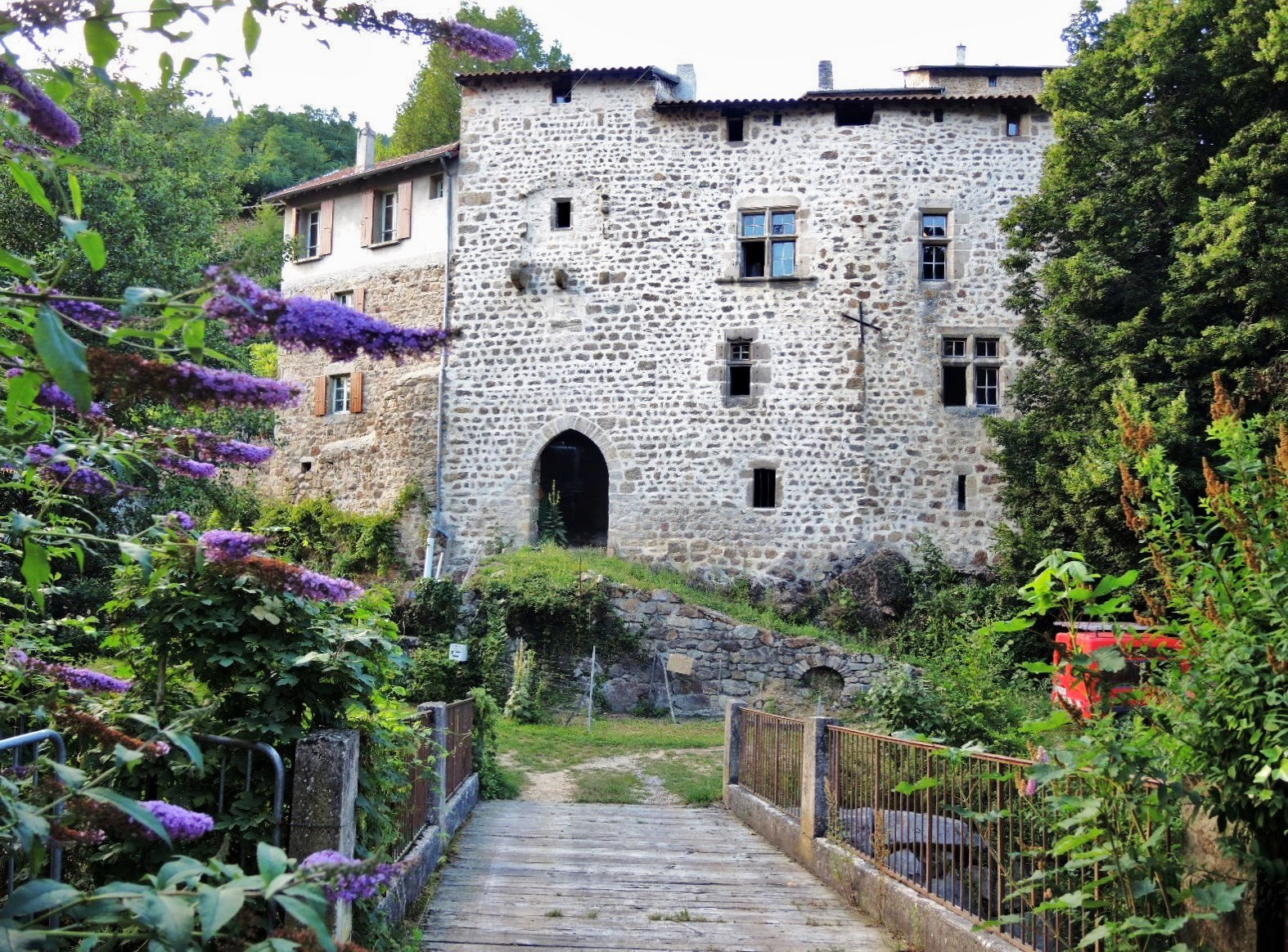
Schloss Vocance